# دم‌دراز نوک‌پهن
دم‌دراز نوک‌پهن (نام علمی: Electron platyrhynchum) نام یک گونه از سرده کهربایی‌ها است.